# 川藏铁线莲
川藏铁线莲（学名：Clematis connata var. bipinnata）为毛茛科铁线莲属下的一个变种。

## 扩展阅读
- 維基物種上的相關：川藏铁线莲